# John Egerton, 4:e earl av Ellesmere
Francis Granville Scrope Egerton, 4:e earl av Ellesmere, född den 14 november 1872, död den 24 augusti 1944, var sonsons son till George Granville Leveson-Gower, 1:e hertig av Sutherland, 2:e markis av Stafford (1758-1833).
Gift i London 1905 med Lady Violet Lambton (1880-1976).

## Barn
- John Sutherland Egerton, 6:e hertig av Sutherland, 5:e earl av Ellesmere (1915-2000); gift 1:o 1939 med Lady Diana Evelyn Percy (1917-1978); gift 2:o 1979 med Evelyn Mary Moubray (1929- )